# Giacomo Micaglia
Giacomo Micaglia (en latín, Jacobi Micalia, en croata Jakov Mikalja) (Peschici, 31 de marzo de 1601 - Loreto, 1 de diciembre de 1654) jesuita, fue un humanista italiano, lingüista y lexicógrafo del idioma serbocroata, nativo de Peschici, un pueblo de la costa Noreste del Gargano, en la región italiana de Apulia (en aquellos años en el Reino de Nápoles).

## Obras
Su obra más importante es el diccionario de sinónimos y un diccionario de idioma serbo-croata, italiano y latín, en que las palabras se traduzcan al italiano y latín). Se imprimió por primera vez en Loreto en 1649, pero se completó con una mejor prensa en 1651 en Ancona. El diccionario es un proyecto de los jesuitas, para ser una herramienta contra la Reforma Protestante en los Balcanes.
Esta es la primera vez que se imprimió un diccionario de idioma serbocroata. En este diccionario, la lengua serbocroata se llama, en cambio, Iliria, y tiene una diferencia importante con el idioma estándar actual.